# Morunasaurus annularis
Espèce
Synonymes
- Hoplocercus annularis O’Shaughnessy, 1881

Statut de conservation UICN

 VU B1ab(iii) : Vulnérable
Morunasaurus annularis est une espèce de sauriens de la famille des Hoplocercidae.

## Répartition et habitat
Cette espèce se rencontre en Colombie et en Équateur. On la trouve entre 400 et 1 100 m d'altitude. Elle vit dans la forêt tropicale humide de basse altitude.

## Publication originale
- O'Shaughnessy, 1881 : An account of the collection of lizards made by Mr. Buckley in Ecuador, and now in the British Museum, with descriptions of the new species. Proceedings of the Zoological Society of London, vol. 1881, p. 227-245 (texte intégral).